# Designer Outlet Soltau

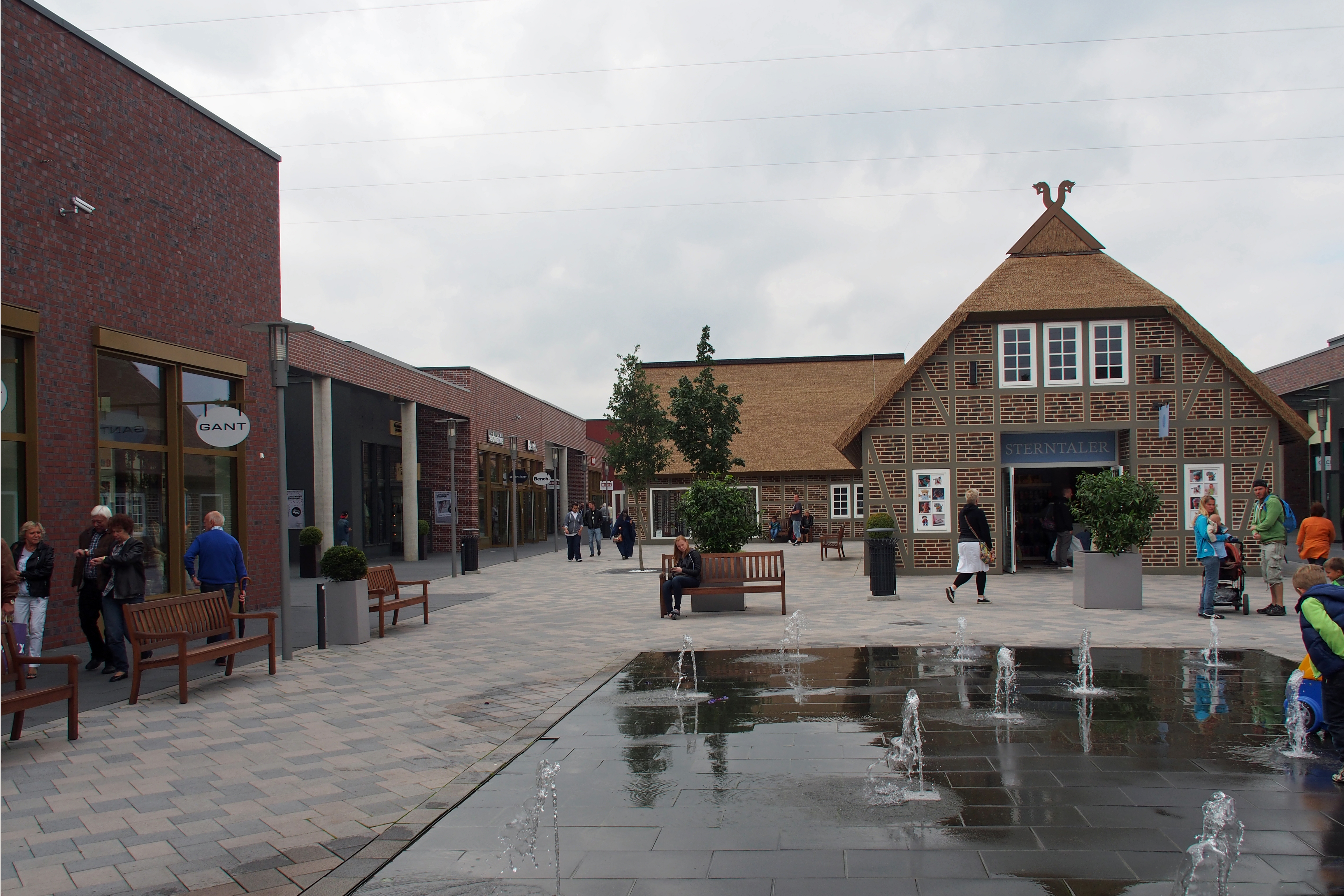
Im Designer Outlet Soltau

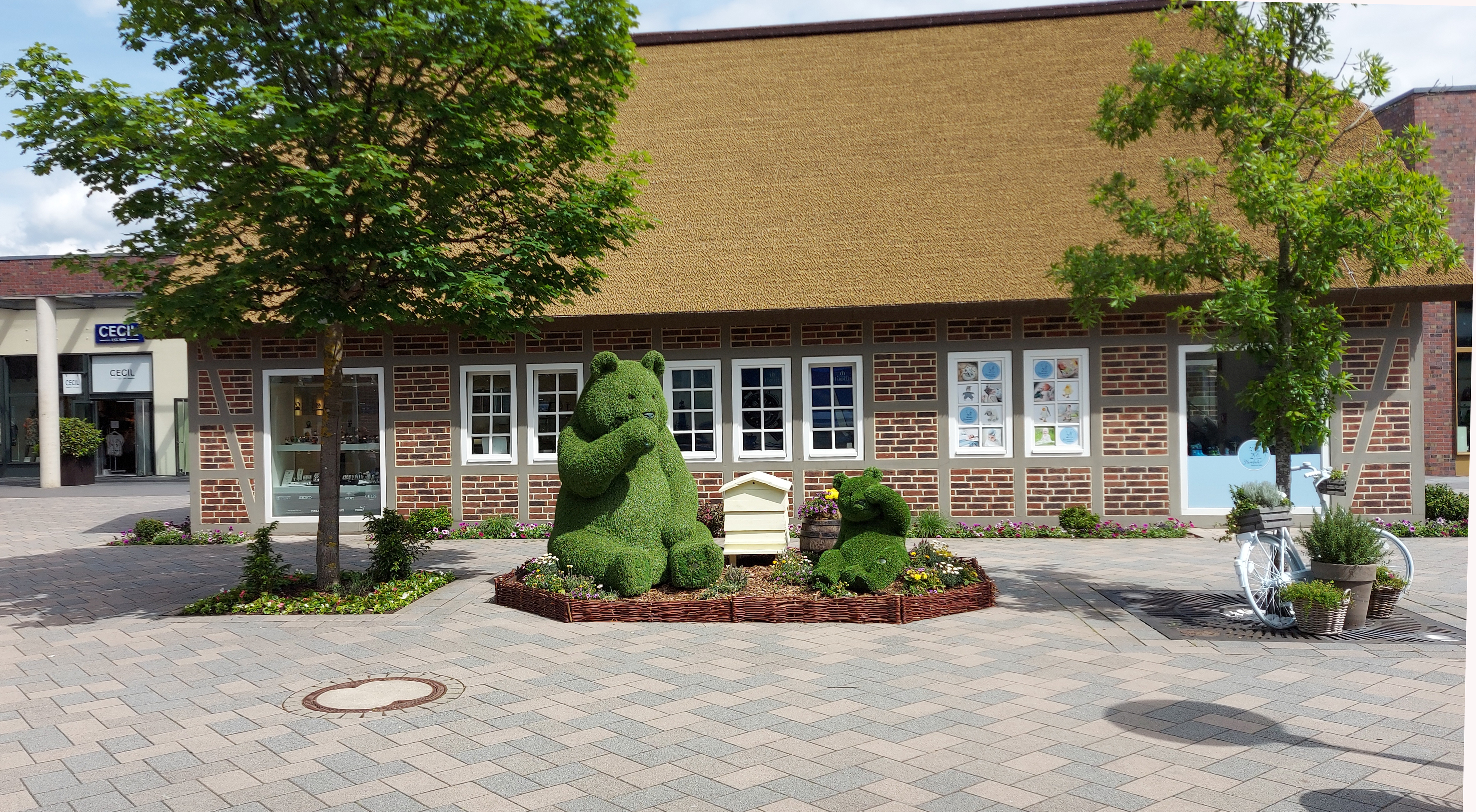
Verkaufsräume im Designer Outlet Soltau

Das Designer Outlet Soltau ist ein Factory-Outlet-Center in Soltau. Über 80 Hersteller verkaufen hier Markenartikel zu reduzierten Preisen. Das Outlet-Center liegt direkt an der Autobahnausfahrt Soltau-Ost der A7 und wird vom ROS Retail Outlet Shopping Management aus Wien betrieben.

## Beschreibung
Mehr als 80 internationale Markenhersteller verkaufen in einem nachgebauten Heidestädtchen mit Ladenzeilen und traditionellen Fachwerkhäusern mit Kunststoff-Dächern in Reet-Optik ihre Waren zu reduzierten Preisen. Die Artikel stammen zumeist aus der Vorsaison, aus Musterkollektionen und Produktionsüberschüssen oder sind 1b-Ware. Den größten Teil des Sortiments nehmen Designermode sowie Sport- und Outdoorbekleidung ein, daneben sind auch Schuhe, Modeaccessoires, Unterwäsche und Haushaltsgeräte vertreten. Ergänzt wird die Auswahl durch Gastronomiebetriebe.
Auf dem Gelände befindet sich eine Tourismus-Information und ein Kinderspielplatz. Kostenloses W-Lan wird angeboten. Im Outlet arbeiten etwa 550 Mitarbeiter in Voll- und Teilzeit.

## Geschichte
1996 stellte die Stadt Soltau einen Antrag auf Änderung des Raumordnungsverfahren für den Bau eines Hersteller-Direktverkaufszentrums. Auch die Stadt Fallingbostel stellte parallel einen Antrag. Nachdem das Land FOC in Niedersachsen für unzulässig erklärten, zogen Soltau und Fallingbostel ihre Anträge im Mai 1997 zurück. Während Fallingbostel weitere Bemühungen vorerst einstellte, führte Soltau ein Verfahren zur Änderung des Flächennutzungsplans und zur Aufstellung eines Bebauungsplans für ein FOC. Da die Genehmigung versagt wurde, zog Soltau bis vor das Bundesverwaltungsgericht, das einen Bau 2006 letztinstanzlich ablehnte. Vor allem die umliegenden Städte Verden, Rotenburg und Lüneburg hatten gegen den Bau protestiert. Im Landes-Raumordnungsprogramm 2002 wurden FOC in Niedersachsen schließlich zugelassen, allerdings nur für Standorte in Oberzentren. So konnten in Wolfsburg 2007 die Designer Outlets Wolfsburg eröffnen.
Das Niedersächsische Oberverwaltungsgericht in Lüneburg schaffte dann am 1. September 2005 die Möglichkeit für einen Antrag auf Zielabweichung vom noch gültigen Raumordnungsverfahren. 2006 beschloss der Soltauer Rat den Antrag auf Zielabweichung, der Anfang Februar 2006 beim zuständigen Ministerium für den ländlichen Raum, Ernährung, Landwirtschaft und Verbraucherschutz eingereicht wurde. Im Juni 2006 wurde der Antrag um eine festgelegte Verkaufsfläche von 10.000 m² ergänzt. Im November 2006 begann das Verfahren zur Erneuerung des Landes-Raumordnungsprogramms, in dem der Bau eines FOC in der Tourismusregion Lüneburger Heide genehmigt werden sollte. Zunächst sah der Entwurf einen Standort in Bispingen vor. Die von der Stadt Soltau eingereichten Studien bewogen das Ministerium zum Umdenken und führten zur Suche nach dem geeignetsten Standort. Nach dem Inkrafttreten des neuen Landes-Raumordnungsverfahrens im Januar 2008 stellten die F.O.C. Soltau GmbH und die Stadt Soltau am 28. Juli 2008 einen Antrag auf Durchführung eines Raumordnungsverfahrens. Bad Fallingbostel und Bispingen folgten kurz darauf mit ihren Anträgen. Am 2. Februar 2009 kam das Ministerium zu den landesplanerischen Feststellungen, dass ein Herstellerdirektverkaufszentrum in Soltau zulässig sei und gleichzeitig selbiges in Bispingen und Bad Fallingbostel nicht raumverträglich sei. Gegen die landesplanerischen Feststellungen reichte die Gemeinde Bispingen Klage ein, die das Verwaltungsgericht Lüneburg aufgrund des lediglich „gutachterlichen Charakters“ der Feststellungen im Urteil vom 27. Juni 2011 abwies. Parallel startete Bispingen trotz des negativen Bescheids das Verfahren zur Genehmigung eines FOC, der Landkreis lehnte den Flächennutzungsplan jedoch erwartungsgemäß ab.
Anfang Juli 2010 wurde mit dem Bau des Outlets in Soltau begonnen. Bispingen zog daraufhin vor Gericht, um den Bau zu stoppen. Im Herbst 2010 bestätigte das Verwaltungsgericht Lüneburg jedoch die Rechtmäßigkeit der Baugenehmigung und gestattete den Baubeginn. Auch eine Beschwerde gegen diese Entscheidung wurde im Februar 2011 vom Niedersächsischen Oberverwaltungsgericht in Lüneburg zurückgewiesen. Im April 2012 entschied ebenfalls das Oberverwaltungsgericht, dass der Bebauungsplan rechtmäßig und wirksam sei, was die Gemeinde Bispingen ebenfalls angezweifelt hatte.
Am 30. August 2012 eröffnete das Outlet-Center in Soltau schließlich seine Pforten. Zur Eröffnung waren knapp 80 Prozent der Geschäfte vermietet, im Laufe des ersten Jahres füllten sich auch die restlichen freien Läden. In den ersten 12 Monaten besuchten mehr als 1,3 Millionen Menschen das Center.
Ende September 2014 gab Mutschler bekannt, dass der britische Investmentfonds Resolution Property Fund mit einem 50-prozentigen Anteil als Joint-Venture-Partner beim DOS einsteigt.
Bereits im August 2014 machte Investorin Sylvie Mutschler auch im Namen des Betreibers deutlich, dass die Verkaufsfläche auf die ursprünglich geplanten 20.000 m² verdoppelt werden soll. Das Land Niedersachsen lehnte dies bislang ab, auch im Entwurf des neuen Landesraumordnungsprogramms ist eine Erweiterung des DOS nicht vorgesehen.  Im November 2017 lehnte das Niedersächsische Landwirtschaftsministerium in Form von Minister Christian Meyer die Erweiterung offiziell ab. Nach dem Regierungswechsel besuchte Wirtschaftsminister Bernd Althusmann das Outlet. Nach einer Anfrage der Grünen im Landtag bestätigte Althusmann die Entscheidung der Vorgängerregierung. Mutschler reichte gegen den Ablehnungsbescheid Klage beim Verwaltungsgericht Lüneburg ein.

## Marken
Folgende Marken sind u. a. im Designer Outlet Soltau vertreten:
Asics, Bassetti, Betty Barclay, Brax, Camel Active, Carl Gross,  Crocs, Daniel Hechter, Eterna, Fossil, Gant, Gerry Weber, Hallhuber, Jack&Jones, Jacques Britt, Joop, Krups, Lacoste, Laura Ashley, Home&Cook, Levi’s, Lindt, Marc O’Polo, Mey, Moulinex, Nike, Pierre Cardin, Puma, Ravensburger, Rowenta, Samsonite, Seidensticker, S`Oliver, Sigikid, Strellson, Starbucks, Steiff, Street One, Tefal, Tom Tailor, Vero Moda, WMF, Wellensteyn